# Doraemon no uta
Doraemon no uta (ドラえもんのうた? lett. "La canzone di Doraemon") è un brano musicale legato alla serie animata Doraemon.
Il brano è stato usato come sigla d'apertura durante tutto l'anime del 1979 (episodi televisivi e film correlati) e per i primi 24 episodi dell'anime del 2005, con vari arrangiamenti.
La sigla è stata scritta e composta da Takumi Kusube, Susumu Baba e Kikuchi Shunsuke.

## Trasmissione

### Giappone
La sigla originale è stata cantata da Kumiko Ōsugi ed è stata trasmessa per più di 13 anni (1200 episodi), sostituita successivamente dalla sigla di Satoko Yamano, trasmessa comunque per quasi 10 anni.
Dal 4 ottobre 2002 al 21 ottobre 2005 si sono succedute quattro diverse sigle, di cui la penultima a cappella e l'ultima soltanto strumentale. Dal 28 ottobre 2005 la sigla di apertura della serie del 2005 è Hagu shichao, cantata da Natsukawa Rimi.

#### Tabella della trasmissione
| Informazioni principali | Informazioni principali | Informazioni principali | Informazioni principali | Classificazione per data | Classificazione per data | Classificazione per episodio | Classificazione per episodio |
| N°                      | Serie anime             | Cantante                | Esecuzione              | Data d'inizio            | Data di fine             | Episodio d'inizio            | Episodio di fine             |
| ----------------------- | ----------------------- | ----------------------- | ----------------------- | ------------------------ | ------------------------ | ---------------------------- | ---------------------------- |
| 1                       | Serie del 1979          | Kumiko Ōsugi            | Voce + Strumentale      | 2 aprile 1979            | 2 ottobre 1992           | episodio 1                   | episodio 1199                |
| 2                       | Serie del 1979          | Satoko Yamano           | Voce + Strumentale      | 9 ottobre 1992           | 20 settembre 2002        | episodio 1200                | episodio 1681                |
| 3                       | Serie del 1979          | Tokyo Purin             | Voce + Strumentale      | 4 ottobre 2002           | 11 aprile 2003           | episodio 1682                | episodio 1705                |
| 4                       | Serie del 1979          | Misato Watanabe         | Voce + Strumentale      | 18 aprile 2003           | 23 aprile 2004           | episodio 1706                | episodio 1752                |
| 5                       | Serie del 1979          | AJI                     | A cappella              | 30 aprile 2004           | 18 marzo 2005            | episodio 1753                | episodio 1787                |
| 6                       | Serie del 2005          | Twelve Girls Band       | Strumentale             | 15 aprile 2005           | 21 ottobre 2005          | episodio 1                   | episodio 24                  |

### Mondo
Doraemon no uta è o è stata la sigla d'apertura della serie animata Doraemon in varie aree del mondo, cui Francia, Spagna, Brasile, Portogallo, India, Corea del Sud, Cina, Hong Kong, Thailandia, Indonesia e Vietnam.

#### Italia
Le due sigle italiane, Il gatto Doraemon (Oliver Onions) e Doraemon (Cristina D'Avena) non hanno seguito l'arrangiamento originale.